# Liste des villes de la Région flamande
Sur les 300 communes de la Région flamande, seules 66 portent le titre de ville.
- 8 dans la Province d'Anvers
- 9 dans la Province du Brabant flamand
- 22 dans la Province de Flandre-Occidentale
- 12 dans la Province de Flandre-Orientale
- 15 dans la Province de Limbourg (Belgique)

| Ville           | Nom néerlandais       | Province                        |
| --------------- | --------------------- | ------------------------------- |
| Aerschot        | Aarschot              | Province du Brabant flamand     |
| Alost           | Aalst                 | Province de Flandre-Orientale   |
| Anvers          | Antwerpen             | Province d'Anvers               |
| Audembourg      | Oudenburg             | Province de Flandre-Occidentale |
| Audenarde       | Oudenaarde            | Province de Flandre-Orientale   |
| Beringen        | Beringen              | Province de Limbourg            |
| Bilzen          | Bilzen                | Province de Limbourg            |
| Blankenberghe   | Blankenberge          | Province de Flandre-Occidentale |
| Brée            | Bree                  | Province de Limbourg            |
| Bruges          | Brugge                | Province de Flandre-Occidentale |
| Courtrai        | Kortrijk              | Province de Flandre-Occidentale |
| Damme           | Damme                 | Province de Flandre-Occidentale |
| Deinze          | Deinze                | Province de Flandre-Orientale   |
| Diest           | Diest                 | Province du Brabant flamand     |
| Dilsen-Stokkem  | Dilsen-Stokkem        | Province de Limbourg            |
| Dixmude         | Diksmuide             | Province de Flandre-Occidentale |
| Eeklo           | Eeklo                 | Province de Flandre-Orientale   |
| Furnes          | Veurne                | Province de Flandre-Occidentale |
| Gand            | Gent                  | Province de Flandre-Orientale   |
| Geel            | Geel                  | Province d'Anvers               |
| Genk            | Genk                  | Province de Limbourg            |
| Gistel          | Gistel                | Province de Flandre-Occidentale |
| Grammont        | Geraardsbergen        | Province de Flandre-Orientale   |
| Hal             | Halle                 | Province du Brabant flamand     |
| Halen           | Halen                 | Province de Limbourg            |
| Hamont-Achel    | Hamont-Achel          | Province de Limbourg            |
| Harelbeke       | Harelbeke             | Province de Flandre-Occidentale |
| Hasselt         | Hasselt               | Province de Limbourg            |
| Herck-la-Ville  | Herk-de-Stad          | Province de Limbourg            |
| Herentals       | Herentals             | Province d'Anvers               |
| Hoogstraten     | Hoogstraten           | Province d'Anvers               |
| Iseghem         | Izegem                | Province de Flandre-Occidentale |
| Landen          | Landen                | Province du Brabant flamand     |
| Léau            | Zoutleeuw             | Province du Brabant flamand     |
| Lierre          | Lier                  | Province d'Anvers               |
| Lokeren         | Lokeren               | Province de Flandre-Orientale   |
| Lo-Reninge      | Lo-Reninge            | Province de Flandre-Occidentale |
| Lommel          | Lommel                | Province de Limbourg            |
| Looz            | Borgloon              | Province de Limbourg            |
| Louvain         | Leuven                | Province du Brabant flamand     |
| Maaseik         | Maaseik               | Province de Limbourg            |
| Malines         | Mechelen              | Province d'Anvers               |
| Menin           | Menen                 | Province de Flandre-Occidentale |
| Messines        | Mesen                 | Province de Flandre-Occidentale |
| Montaigu-Zichem | Scherpenheuvel-Zichem | Province du Brabant flamand     |
| Mortsel         | Mortsel               | Province d'Anvers               |
| Nieuport        | Nieuwpoort            | Province de Flandre-Occidentale |
| Ninove          | Ninove                | Province de Flandre-Orientale   |
| Ostende         | Oostende              | Province de Flandre-Occidentale |
| Peer            | Peer                  | Province de Limbourg            |
| Poperinghe      | Poperinge             | Province de Flandre-Occidentale |
| Renaix          | Ronse                 | Province de Flandre-Orientale   |
| Roulers         | Roeselare             | Province de Flandre-Occidentale |
| Saint-Nicolas   | Sint-Niklaas          | Province de Flandre-Orientale   |
| Saint-Trond     | Sint-Truiden          | Province de Limbourg            |
| Termonde        | Dendermonde           | Province de Flandre-Orientale   |
| Thourout        | Torhout               | Province de Flandre-Occidentale |
| Tielt           | Tielt                 | Province de Flandre-Occidentale |
| Tirlemont       | Tienen                | Province du Brabant flamand     |
| Tongres         | Tongeren              | Province de Limbourg            |
| Turnhout        | Turnhout              | Province d'Anvers               |
| Vilvorde        | Vilvoorde             | Province du Brabant flamand     |
| Waregem         | Waregem               | Province de Flandre-Occidentale |
| Wervicq         | Wervik                | Province de Flandre-Occidentale |
| Ypres           | Ieper                 | Province de Flandre-Occidentale |
| Zottegem        | Zottegem              | Province de Flandre-Orientale   |